# Unione Sovietica ai Giochi della XVII Olimpiade
L'Unione Sovietica partecipò ai Giochi della XVII Olimpiade che si sono svolti a Roma dal 25 agosto all'11 settembre 1960, con una delegazione di 283 atleti impegnati in diciassette discipline.
L'Unione sovietica terminò al primo posto nella classifica finale per medaglie, con 43 medaglie d'oro e 103 in totale.

## Medagliere

### Per discipline
| Sport              | Oro | Argento | Bronzo | Totale |
| ------------------ | --- | ------- | ------ | ------ |
| Atletica leggera   | 11  | 5       | 5      | 21     |
| Ginnastica         | 10  | 8       | 8      | 26     |
| Sollevamento pesi  | 5   | 1       | 0      | 6      |
| Scherma            | 3   | 2       | 2      | 7      |
| Canoa/kayak        | 3   | 1       | 0      | 4      |
| Lotta greco-romana | 3   | 0       | 2      | 5      |
| Tiro               | 2   | 2       | 3      | 7      |
| Canottaggio        | 2   | 2       | 1      | 5      |
| Pugilato           | 1   | 2       | 2      | 5      |
| Vela               | 1   | 1       | 0      | 2      |
| Ciclismo           | 1   | 0       | 4      | 5      |
| Equitazione        | 1   | 0       | 0      | 1      |
| Lotta libera       | 0   | 2       | 3      | 5      |
| Pallacanestro      | 0   | 1       | 0      | 1      |
| Pallanuoto         | 0   | 1       | 0      | 1      |
| Pentathlon moderno | 0   | 1       | 0      | 1      |
| Tuffi              | 0   | 0       | 1      | 1      |
| Totale             | 43  | 29      | 31     | 103    |

### Medaglie
| Medaglia | Atleta | Sport              | Evento                           |
| -------- | --- | ------------------ | -------------------------------- |
| Oro      | Pëtr Bolotnikov                                                                                                 | Atletica leggera   | 10000 metri piani                |
| Oro      | Vladimir Golubničij                                                                                             | Atletica leggera   | Marcia 20 km                     |
| Oro      | Robert Šavlakadze                                                                                               | Atletica leggera   | Salto in alto maschile           |
| Oro      | Vasilij Rudenkov                                                                                                | Atletica leggera   | Lancio del martello              |
| Oro      | Viktor Cybulenko                                                                                                | Atletica leggera   | Lancio del giavellotto maschile  |
| Oro      | Ljudmila Ševcova                                                                                                | Atletica leggera   | 800 metri piani femminili        |
| Oro      | Irina Press | Atletica leggera   | 80 metri ostacoli                |
| Oro      | Vera Krepkina                                                                                                   | Atletica leggera   | Salto in lungo femminile         |
| Oro      | Tamara Press | Atletica leggera   | Getto del peso femminile         |
| Oro      | Nina Romaškova                                                                                                  | Atletica leggera   | Lancio del disco femminile       |
| Oro      | Ėl'vira Ozolina                                                                                                 | Atletica leggera   | Lancio del giavellotto femminile |
| Oro      | Leonid Gejštor Serhij Makarenko                                                                                 | Canoa/kayak        | C2 1000 metri maschile           |
| Oro      | Antonina Seredina                                                                                               | Canoa/kayak        | K1 500 metri femminile           |
| Oro      | Marija Šubina Antonina Seredina                                                                                 | Canoa/kayak        | K2 500 metri femminile           |
| Oro      | Vjačeslav Ivanov                                                                                                | Canottaggio        | Singolo maschile                 |
| Oro      | Valentin Borejko Oleg Golovanov                                                                                 | Canottaggio        | Due senza maschile               |
| Oro      | Viktor Kapitonov                                                                                                | Ciclismo           | Corsa in linea                   |
| Oro      | Sergej Filatov                                                                                                  | Equitazione        | Dressage individuale             |
| Oro      | Boris Šachlin                                                                                                   | Ginnastica         | Concorso individuale maschile    |
| Oro      | Boris Šachlin                                                                                                   | Ginnastica         | Volteggio maschile               |
| Oro      | Boris Šachlin                                                                                                   | Ginnastica         | Cavallo con maniglie             |
| Oro      | Al'bert Azarjan                                                                                                 | Ginnastica         | Anelli                           |
| Oro      | Boris Šachlin                                                                                                   | Ginnastica         | Parallele simmetriche            |
| Oro      | Larisa Latynina Sof'ja Muratova Polina Astachova Margarita Nikolaeva Lidija Kalinina Tamara Ljuchina            | Ginnastica         | Concorso a squadre femminile     |
| Oro      | Larisa Latynina                                                                                                 | Ginnastica         | Concorso individuale femminile   |
| Oro      | Larisa Latynina                                                                                                 | Ginnastica         | Corpo libero femminile           |
| Oro      | Margarita Nikolaeva                                                                                             | Ginnastica         | Volteggio femminile              |
| Oro      | Polina Astachova                                                                                                | Ginnastica         | Parallele asimmetriche           |
| Oro      | Oleg Karavaev                                                                                                   | Lotta greco-romana | Pesi gallo                       |
| Oro      | Avtandil Koridze                                                                                                | Lotta greco-romana | Pesi leggeri                     |
| Oro      | Ivan Bogdan | Lotta greco-romana | Pesi massimi                     |
| Oro      | Oleg Grigor'ev                                                                                                  | Pugilato           | Pesi gallo                       |
| Oro      | Viktor Ždanovič                                                                                                 | Scherma            | Fioretto individuale maschile    |
| Oro      | Viktor Ždanovič Jurij Sisikin Mark Midler German Svešnikov Jurij Rudov                                          | Scherma            | Fioretto a squadre maschile      |
| Oro      | Valentina Rastvorova Galina Gorokhova Tat'jana Petrenko Ljudmila Šišova Valentina Prudskova Aleksandra Zabelina | Scherma            | Fioretto a squadre femminile     |
| Oro      | Evgenij Minaev                                                                                                  | Sollevamento pesi  | Pesi piuma                       |
| Oro      | Viktor Bušuev                                                                                                   | Sollevamento pesi  | Pesi leggeri                     |
| Oro      | Aleksandr Kurynov                                                                                               | Sollevamento pesi  | Pesi medi                        |
| Oro      | Arkadij Vorob'ëv                                                                                                | Sollevamento pesi  | Pesi mediomassimi                |
| Oro      | Jurij Vlasov | Sollevamento pesi  | Pesi massimi                     |
| Oro      | Aleksej Guščin                                                                                                  | Tiro               | Pistola 50 metri                 |
| Oro      | Viktor Šamburkin                                                                                                | Tiro               | Carabina 50 metri tre posizioni  |
| Oro      | Timir Pinegin Fyodor Shutkov                                                                                    | Vela               | Star                             |
| Argento  | Nikolaj Sokolov                                                                                                 | Atletica leggera   | 3000 metri siepi                 |
| Argento  | Gusman Kosanov Leonid Bartenev Jurij Konovalov Ėdvin Ozolin                                                     | Atletica leggera   | Staffetta 4×100 metri maschile   |
| Argento  | Valerij Brumel'                                                                                                 | Atletica leggera   | Salto in alto maschile           |
| Argento  | Vladimir Gorjaev                                                                                                | Atletica leggera   | Salto triplo                     |
| Argento  | Tamara Press | Atletica leggera   | Lancio del disco femminile       |
| Argento  | Aleksandr Silaev                                                                                                | Canoa/kayak        | C1 1000 metri maschile           |
| Argento  | Aleksandr Berkutov Jurij Tjukalov                                                                               | Canottaggio        | Due di coppia maschile           |
| Argento  | Antanas Bagdonavičius Zigmas Jukna Tim. Igor Rudakov                                                            | Canottaggio        | Due con maschile                 |
| Argento  | Boris Šachlin Jurij Titov Al'bert Azarjan Vladimir Portnoy Nikolay Miligulo Valery Kerdemelidi                  | Ginnastica         | Concorso a squadre maschile      |
| Argento  | Jurij Titov | Ginnastica         | Corpo libero maschile            |
| Argento  | Boris Šachlin                                                                                                   | Ginnastica         | Anelli                           |
| Argento  | Sof'ja Muratova                                                                                                 | Ginnastica         | Concorso individuale femminile   |
| Argento  | Polina Astachova                                                                                                | Ginnastica         | Corpo libero femminile           |
| Argento  | Sof'ja Muratova                                                                                                 | Ginnastica         | Volteggio femminile              |
| Argento  | Larisa Latynina                                                                                                 | Ginnastica         | Parallele asimmetriche           |
| Argento  | Larisa Latynina                                                                                                 | Ginnastica         | Trave                            |
| Argento  | Vladimir Sinjavskij                                                                                             | Lotta libera       | Pesi leggeri                     |
| Argento  | Giorgi Skhirt'ladze                                                                                             | Lotta libera       | Pesi medi                        |
| Argento  | Unione Sovietica                                                                                                | Pallacanestro      | Torneo maschile                  |
| Argento  | Unione Sovietica                                                                                                | Pallanuoto         | Torneo maschile                  |
| Argento  | Igor' Novikov Nikolaj Tatarinov Hanno Selg                                                                      | Pentathlon moderno | Gara a squadre                   |
| Argento  | Sergej Sivko | Pugilato           | Pesi mosca                       |
| Argento  | Jurij Radonjak                                                                                                  | Pugilato           | Pesi welter                      |
| Argento  | Jurij Sisikin                                                                                                   | Scherma            | Fioretto individuale maschile    |
| Argento  | Valentina Rastvorova                                                                                            | Scherma            | Fioretto individuale femminile   |
| Argento  | Trofim Lomakin                                                                                                  | Sollevamento pesi  | Pesi mediomassimi                |
| Argento  | Machmud Umarov                                                                                                  | Tiro               | Pistola 50 metri                 |
| Argento  | Marat Niyazov                                                                                                   | Tiro               | Carabina 50 metri tre posizioni  |
| Argento  | Aleksander Tšutšelov                                                                                            | Vela               | Finn                             |
| Bronzo   | Semën Ržiščin                                                                                                   | Atletica leggera   | 3000 metri siepi                 |
| Bronzo   | Igor' Ter-Ovanesjan                                                                                             | Atletica leggera   | Salto in lungo maschile          |
| Bronzo   | Vitol'd Kreer                                                                                                   | Atletica leggera   | Salto triplo                     |
| Bronzo   | Vasilij Kuznecov                                                                                                | Atletica leggera   | Decathlon                        |
| Bronzo   | Birutė Kalėdienė                                                                                                | Atletica leggera   | Lancio del giavellotto femminile |
| Bronzo   | Igor Akhremchik Jurj Bachurov Valentin Morkovkin Anatolj Tarabrin                                               | Canottaggio        | Quattro senza maschile           |
| Bronzo   | Viktor Kapitonov Evgenij Klevcov Jurij Melichov Aleksej Petrov                                                  | Ciclismo           | Cronometro a squadre             |
| Bronzo   | Rostislav Vargashkin                                                                                            | Ciclismo           | Chilometro a cronometro          |
| Bronzo   | Boris Vasilyev Vladimir Leonov                                                                                  | Ciclismo           | Tandem                           |
| Bronzo   | Stanislav Moskvin Viktor Romanov Leonid Kolumbet Arnold Belgardt                                                | Ciclismo           | Inseguimento a squadre           |
| Bronzo   | Jurij Titov | Ginnastica         | Concorso individuale maschile    |
| Bronzo   | Vladimir Portnoy                                                                                                | Ginnastica         | Volteggio maschile               |
| Bronzo   | Boris Šachlin                                                                                                   | Ginnastica         | Sbarra                           |
| Bronzo   | Polina Astachova                                                                                                | Ginnastica         | Concorso individuale femminile   |
| Bronzo   | Tamara Ljuchina                                                                                                 | Ginnastica         | Corpo libero femminile           |
| Bronzo   | Larisa Latynina                                                                                                 | Ginnastica         | Volteggio femminile              |
| Bronzo   | Tamara Ljuchina                                                                                                 | Ginnastica         | Parallele asimmetriche           |
| Bronzo   | Sof'ja Muratova                                                                                                 | Ginnastica         | Trave                            |
| Bronzo   | Konstantin Vyrupaev                                                                                             | Lotta greco-romana | Pesi piuma                       |
| Bronzo   | Givi K'art'ozia                                                                                                 | Lotta greco-romana | Pesi medio-massimi               |
| Bronzo   | Vladimir Rubašvili                                                                                              | Lotta libera       | Pesi piuma                       |
| Bronzo   | Anatolij Albul                                                                                                  | Lotta libera       | Pesi medio-massimi               |
| Bronzo   | Savkuz Dzarasov                                                                                                 | Lotta libera       | Pesi massimi                     |
| Bronzo   | Boris Lagutin                                                                                                   | Pugilato           | Pesi superwelter                 |
| Bronzo   | Evgenij Feofanov                                                                                                | Pugilato           | Pesi medi                        |
| Bronzo   | Bruno Habārovs                                                                                                  | Scherma            | Spada individuale maschile       |
| Bronzo   | Guram Kostava Bruno Habārovs Arnol'd Černuševič Valēntin Čēṙnikov Aleksandr Pavlovskij                          | Scherma            | Spada a squadre maschile         |
| Bronzo   | Aleksandr Zabelin                                                                                               | Tiro               | Pistola 25 metri                 |
| Bronzo   | Vasilij Borisov                                                                                                 | Tiro               | Carabina 300 metri tre posizioni |
| Bronzo   | Sergej Kalinin                                                                                                  | Tiro               | Fossa olimpica                   |
| Bronzo   | Ninel' Krutova                                                                                                  | Tuffi              | Piattaforma 10 metri femminile   |

## Risultati

### Pallacanestro
| Atleta | Classifica |
| --- | ---------- |
| V · D · M Nazionale sovietica - Pallacanestro ai Giochi della XVII Olimpiade 3 Muižnieks · 4 Valdmanis · 5 Val'tin · 6 Minashvili · 7 Zubkov · 8 Ugrekhelidze · 9 Krūmiņš · 10 Semënov · 11 Korneev · 12 Petrov · 13 Vol'nov · 14 Ozers · All. Stepan Spandarjan | Argento    |
| Nazionale sovietica - Pallacanestro ai Giochi della XVII Olimpiade |            |
| 3 Muižnieks · 4 Valdmanis · 5 Val'tin · 6 Minashvili · 7 Zubkov · 8 Ugrekhelidze · 9 Krūmiņš · 10 Semënov · 11 Korneev · 12 Petrov · 13 Vol'nov · 14 Ozers · All. Stepan Spandarjan                                                                              |            |

### Pallanuoto
| Atleta | Classifica |                             |
| --- | --- | --------------------------- |
| V · D · M Nazionale maschile sovietica di pallanuoto · Giochi olimpici - Roma 1960 Semënov · Kartašov · Novikov · Mshvenieradze · Grigorovskij · Ageev · Čikvanaja · Gogoladze · Kurennoj · Gojchman · Sal'cyn · CT : - | Argento |                             |
| Nazionale maschile sovietica di pallanuoto · Giochi olimpici - Roma 1960 | |                             |
| Semënov · Kartašov · Novikov · Mshvenieradze · Grigorovskij · Ageev · Čikvanaja · Gogoladze · Kurennoj · Gojchman · Sal'cyn · CT: -                                                                                     | Semënov · Kartašov · Novikov · Mshvenieradze · Grigorovskij · Ageev · Čikvanaja · Gogoladze · Kurennoj · Gojchman · Sal'cyn · CT: - | Unione Sovietica (bandiera) |